# Boulgou (Zam)
Pour les articles homonymes, voir Boulgou et Boulgou (Matiacoali).
Boulgou est une commune rurale située dans le département de Zam de la province du Ganzourgou dans la région Plateau-Central au Burkina Faso.

## Santé et éducation
Le centre de soins le plus proche de Boulgou est le centre de santé et de promotion sociale (CSPS) de Zam tandis que le centre médical avec antenne chirurgicale (CMA) se trouve à Zorgho.
Le village possède un centre permanent d'alphabétisation et de formation (CPAF).